# Keskinen (sjö i Asikkala, Päijänne-Tavastland)
Keskinen är en sjö i kommunen Asikkala i landskapet Päijänne-Tavastland i Finland. Sjön ligger 94,3 meter över havet. Arean är 54 hektar och strandlinjen är 7,16 kilometer lång. Sjön  ingår i Kymmene älvs huvudavrinningsområde.   Den ligger omkring 22 km norr om Lahtis och omkring 120 km norr om Helsingfors. 